# Dariusz Różankiewicz
Dariusz Różankiewicz – dyrygent, od 2000 roku kierownik muzyczny Teatru Muzycznego im. Danuty Baduszkowej w Gdyni.
Ukończył dyrygenturę symfoniczno-operową w Akademii Muzycznej im. Fryderyka Chopina w Warszawie w klasie prof. Ryszarda Dudka, gdzie później pracował jako wykładowca.
W latach 1994–1997 piastował stanowisko sekretarza generalnego zarządu Stowarzyszenia Polskiej Młodzieży Muzycznej Jeunesses Musicales. Od 2000 roku zajmuje stanowisko kierownika muzycznego w Teatrze Muzycznym im. D. Baduszkowej w Gdyni.

## Kariera muzyczna
Występował i dyrygował na wielu festiwalach m.in.: na Warszawskiej Jesieni, Festiwalu Mozartowskim, Światowych Dniach Muzyki, Festiwalu im. J. Kiepury w Krynicy czy Festivalu Cervantino w Meksyku. Nagrywał dla Teatru Polskiego Radia oraz Telewizji Polskiej. Jako dyrygent pracował dla wielu teatrów m.in. w:
- Teatrze Muzycznym Roma – jako asystent przy premierach Carmen i Czarodziejski Flet;
- Teatrze Dramatycznym w Częstochowie – jako kierownik muzyczny Bachantek Eurypidesa w reżyserii Pawła Łysaka;
- Teatrze Dramatycznym w Warszawie – przy operze Święty Franciszek, musicalu Man of La Mancha w reżyserii Jerzego Gruzy;
- Teatrze im. St. Jaracza w Łodzi – gdzie opracował muzycznie spektakl Królowa piękności z Leenane w reżyserii Barbary Sass;
- Teatrze Muzycznym w Łodzi – gdzie przez dwa sezony pełnił funkcje dyrektora muzycznego przygotował takie premiery jak: Gala Strauss, Człowiek z La Manchy w reżyserii Waldemara Zawodzińskiego, Skrzypek na dachu w reżyserii Jana Szurmieja (nagroda Srebrnej Łódki), Bal w Savoyu, Wiktoria i jej huzar P. Abrahama
- Teatrze Wielkim w Łodzi – premiera My Fair Lady w reżyserii Macieja Korwina
- Teatrze Muzycznym im. D. Baduszkowej w Gdyni – jako kierownik muzyczny przygotował premiery takich spektakli jak:
  - Muzyka Queen w reżyserii Roberta Skolmowskiego
  - Pinokio w reżyserii Bernarda Szyca
  - Od Westendu do Broadwayu w reżyserii Macieja Korwina
  - Night Fever w reżyserii Macieja Korwina
  - Chicago w /ref>reżyserii Macieja Korwina
  - Pięciu Braci Moe w reżyserii Olafa Lubaszenki
  - Przejście przez morze z muzyką Z. Koniecznego
  - Footloose w reżyserii Macieja Korwina
  - Fame w reżyserii Jarosława Stańka
  - Kiss Me Kate w reżyserii Macieja Korwina
  - Francesco w reżyserii Wojtka Kościelniaka
  - Skrzypek na dachu w reżyserii Jerzego Gruzy
  - My Fair Lady w reżyserii Macieja Korwina
  - Grease w reżyserii Macieja Korwina
  - Różowy Młynek w reżyserii Macieja Korwina
  - Pchła Szachrajka w reżyserii Bernarda Szyca
  - Spring Awakening w reżyserii Krzysztofa Gordona
  - Chłopi w reżyserii Wojciecha Kościelniaka
  - Przygody Sinbada Żeglarza w reżyserii Jarosława Kiljana, muzyka Grzegorz Turnau
  - Zły w reżyserii Wojciecha Kościelniaka
  - Piotruś Pan w reżyserii Janusza Józefowicza, muzyka Janusz Stokłosy
  - Wiedźmin w reżyserii Wojciecha Kościelniaka
  - Mistrz i Małgorzata w reżyserii Janusza Józefowicza[1]

oraz prapremiery musicali:
- Atlantis w reżyserii Macieja Korwina
- Dracula w reżyserii Macieja Korwina
- La Cage aux Folles w reżyserii Macieja Korwina
- Chess w reżyserii Macieja Korwina
- Piękna i Bestia w reżyserii Macieja Korwina
- Spamalot, czyli Monty Python i Święty Graal w reżyserii Macieja Korwina
- Shrek w reżyserii Macieja Korwina
- Avenue Q w reżyserii Magdaleny Miklasz
- Ghost w reżyserii Tomasza Dutkiewicza
- Notre Dame de Paris w reżyserii Gilles Maheu
- Hairspray w reżyserii Bernarda Szyca
- Something Rotten, czyli coś się psuje w reżyserii Tomasza Dutkiewicza[2]

## Wyróżnienia i nagrody
- Laureat nagrody im. Jana Kiepury w kategorii „Najlepszy dyrygent” (2008)[3].
- W 2001 roku otrzymał nagrodę INTHEGA za najlepszy musical 2001 roku[4].
- Jego nagranie utworu Atlantyda z muzyką Marcina Błażewicza zostało nominowane do nagrody Prix Italia.